# Perfluortridecansäure
Perfluortridecansäure ist eine chemische Verbindung aus der Gruppe der Perfluorcarbonsäuren.

## Vorkommen
In Fischfilets aus zehn Seen südlich und westlich der Alpen wurden PFTrDA-Konzentrationen von bis zu 2 μg/kg gefunden.

## Gefahrenbewertung und Regelung
Perfluortridecansäure steht im Verdacht als endokriner Disruptor zu wirken.
Perfluortridecansäure wurde von der ECHA aufgrund ihrer vPvB-Eigenschaften auf die Kandidatenliste der besonders besorgniserregenden Stoffe gesetzt. Unter der Leitung der deutschen und schwedischen Behörden wurde eine Verbotsregelung der Perfluorcarbonsäuren mit den Kettenlängen C9 bis C14, inklusive ihrer Salze und Vorläuferverbindungen, erarbeitet. Die entsprechende EU-Verordnung trat am 25. August 2021 in Kraft. Das Verbot für die Herstellung, das Inverkehrbringen und die Verwendung gilt seit dem 25. Februar 2023, wobei für gewisse Verwendungen längere Übergangsfristen bestehen. In der Schweiz trat ein analoges Verbot am 1. Oktober 2022 in Kraft. 2025 wurde PFTrDA als Teil der langkettigen Perfluorcarbonsäuren in das Stockholmer Übereinkommen über persistente organische Schadstoffe aufgenommen.
In der EU sind die Höchstmengen von per- und polyfluorierten Alkylverbindungen (PFAS) im Trinkwasser über den Anhang I, Teil B der Richtlinie (EU) 2020/2184 (Trinkwasserrichtlinie) mit zwei verschiedenen Summen-Grenzwerten geregelt. Danach darf der Gesamtgehalt aller PFAS 0,5 μg/l, und die Summe der im Anhang III Teil B Nummer 3 genannten PFAS (PFAS-20), zu welchen auch Perfluortridecansäure gehört, 0,1 μg/l nicht überschreiten. Als Europäische Richtlinie ist die Richtlinie (EU) 2020/2184 allerdings nicht unmittelbar gültig, sondern muss jeweils in nationales Recht umgesetzt werden. In Deutschland wurde dies durch die Novellierung der Trinkwasserverordnung umgesetzt.